# Villanueva de San Juan
Villanueva de San Juan és un municipi de la província de Sevilla, Andalusia. En l'any 2005 tenia 1.440 habitants. La seva extensió superficial és de 34 km² i té una densitat de 42,4 hab/km². Els seus coordenades geogràfiques són 37° 03′ N, 5° 10′ O. Està situada a una altitud de 466 metres i a 95 quilòmetres de la capital de província, Sevilla.

## Demografia
| 1996  | 1998  | 1999  | 2000  | 2001  | 2002  | 2003  | 2004  | 2005  |
| ----- | ----- | ----- | ----- | ----- | ----- | ----- | ----- | ----- |
| 1.610 | 1.571 | 1.565 | 1.527 | 1.493 | 1.476 | 1.438 | 1.447 | 1.440 |